# Амур, що спить

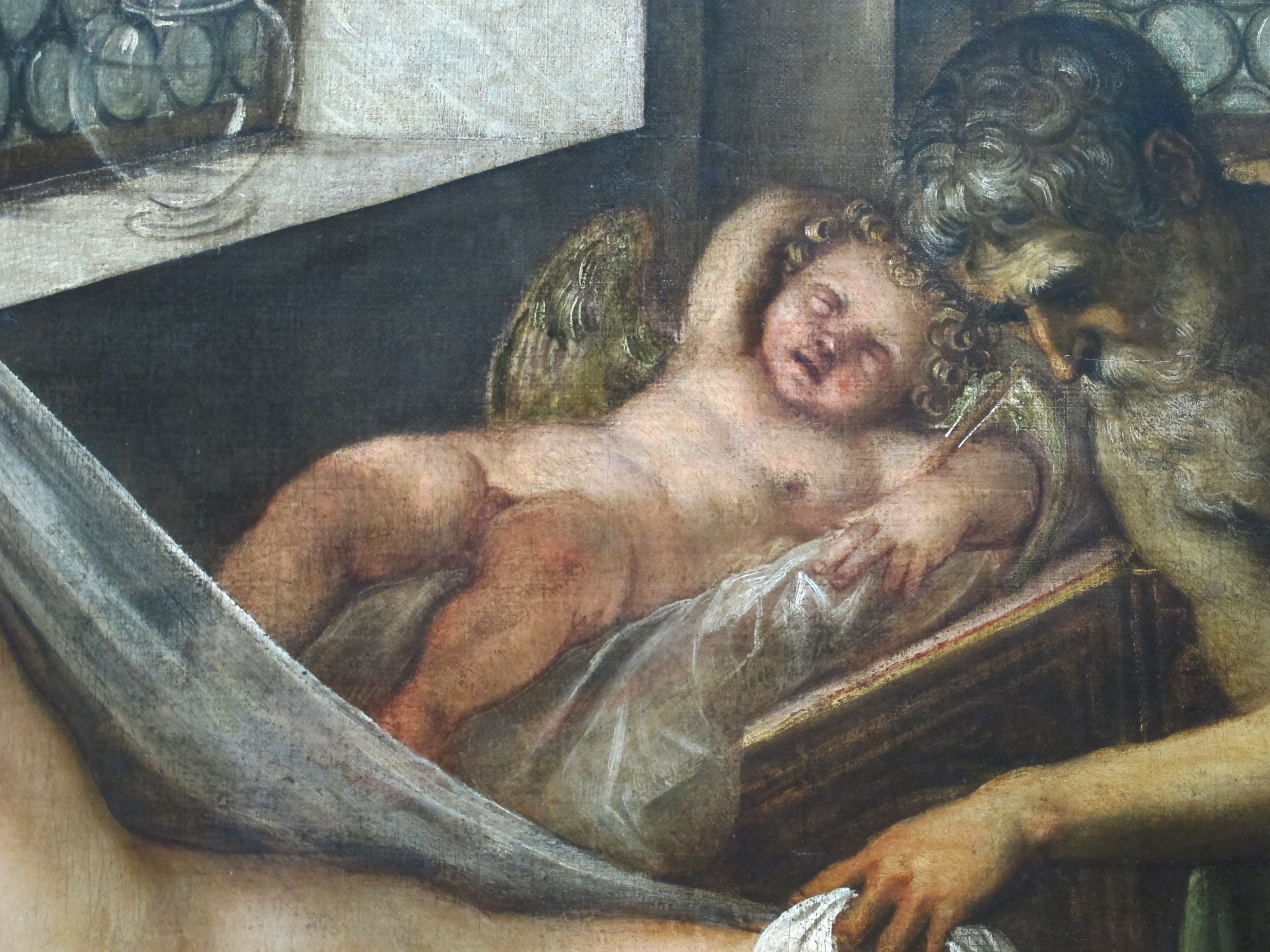
Тінторетто. Венера, Вулкан і Марс (фрагмент із амуром, що спить)

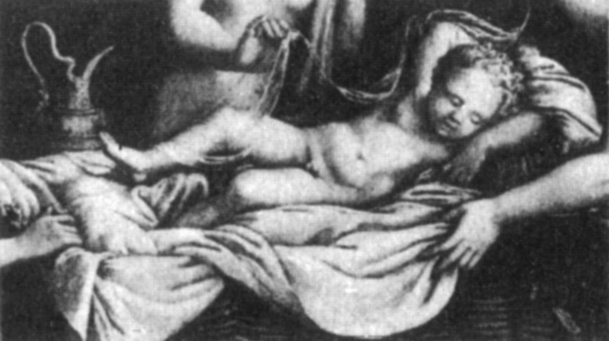
Джуліо Романо. Народження Юпітера (фрагмент)

Амур, що спить (італ. Cupido dormiente; також — Купідо́н, що спить, Спля́чий купідо́н, Спля́чий амур) — втрачена мармурова статуя амура, створена Мікеланджело Буонарроті близько 1496 р. Ця скульптура може вважатися класичним прикладом шахрайства у мистецтві, але це був також певний виклик для Мікеланджело — чи може його твір змагатися із античними.

## Історія створення
Вазарі пише, що Мікеланджело зробив статуї Молодого Івана Хрестителя та Амура, що спить для Лоренцо ді П'єрфранческо де Медичі, двоюрідного брата Лоренцо Пишного. За Кондіві умовою замовлення було так «обробити» витвір, щоб мати змогу продати його дорожче, як античний, а Паоло Джовіо зазначає, що Мікеланджело сам хотів продати статую як античну. У Вазарі написано, що це П'єрфранческо порадив скульпторові закопати статую у землю, щоб вона могла здатися античною, і продати у Римі значно дорожче.
За одним із варіантів, Мікеланджело продав статую Бальдассаре дель Міланезе (італ. Baldassare del Milanese), торговцю антикваріатом, а вже той перепродав її Рафаелю Ріаріо, кардиналу Сан Джорджіо ін Велабро. Кардинал виявив підробку, але був настільки вражений майстерністю роботи, що запросив хлопця до Риму[а]. Міланезе повернув кардиналу гроші, які одержав за статую, і кардинал віддав йому Амура. У листі до Лоренцо ді П'єрфранческо де Медичі від 2 липня 1496 року, Мікеланджело пише, що хотів відкупити хлопчика (італ. bambino) у Міланезе, але той сказав, що краще розіб'є статую, аніж це зробить.
Пізніше статуя опинилася у Чезаре Борджіа, герцога Валентино, який подарував її у 1502 році Ізабеллі д'Есте, маркграфині Мантуйській[б]. У 1630 році, після пограбування Мантуї (італ. sacco di Mantova) уся колекція дому Ґонзаґа (італ. Gonzaga), імовірно й Амур, що спить, була вивезена Карлом I до своєї резиденції у Вайтхолі (Лондон). 4 січня 1698 року увесь палац згорів.

## Образ у мистецтві

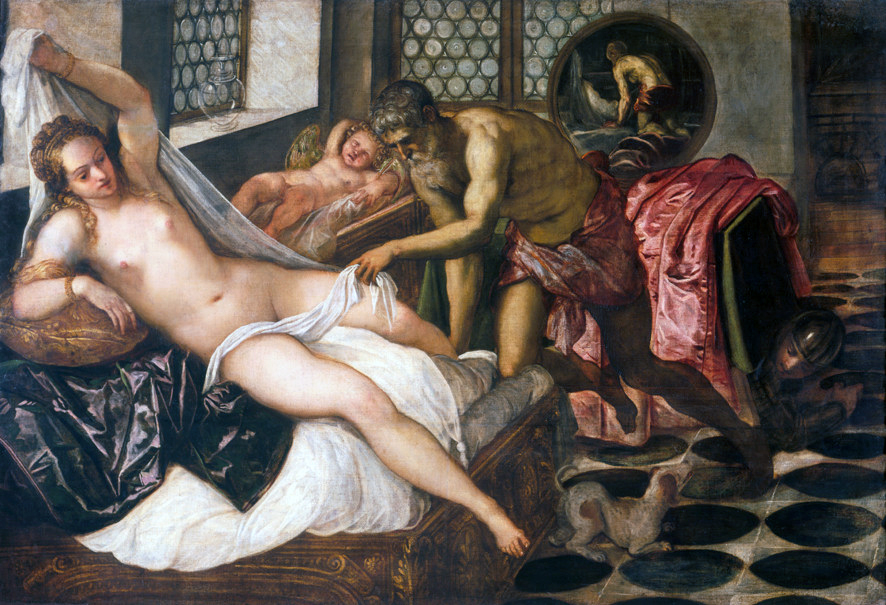
Тінторетто. Венера, Вулкан і Марс

Серединою 1530-их років датується картина Джуліо Романо Народження Юпітера. Юний Юпітер — можлива копія втраченого Амура Мікеланджело. Картина зберігається у Національній галереї Лондона.
У другій половині 16 ст. була створена картина Тінторетто «Венера, Вулкан і Марс». На задньому плані зображено Амура, який спить. Картина зберігається у Старій пінакотеці у Мюнхені.
У біографічному романі Карела Шульца «Камінь і біль» цю скульптуру описано як «прекрасного сплячого голісінького Купідона».

## Для подальшого читання
(праці подано хронологічно)
- Valentiner W. R. Il Cupido dormiente di Michelangelo, Commentari, 7, 1956, p. 237 —248 (італ.)
- Norton P. F. The Lost «Sleeping Cupid» of Michelangelo, The Art Bulletin, 39, 1957, p. 251 —257 (англ.)
- Rubinstein, Ruth. (1986). Michelangelo's Lost Sleeping Cupid and Fetti's Vertumnus and Pomona. Journal of the Warburg and Courtauld Institutes. 49: 257—259. (англ.)
- Jones, Mark, with Paul Craddock and Nicolas Barker (eds.). Fake? The Art of Deception [Архівовано 11 липня 2010 у Wayback Machine.]. Los Angeles: University of California Press, 1990 (англ.)